# World Kickboxing and Karate Union

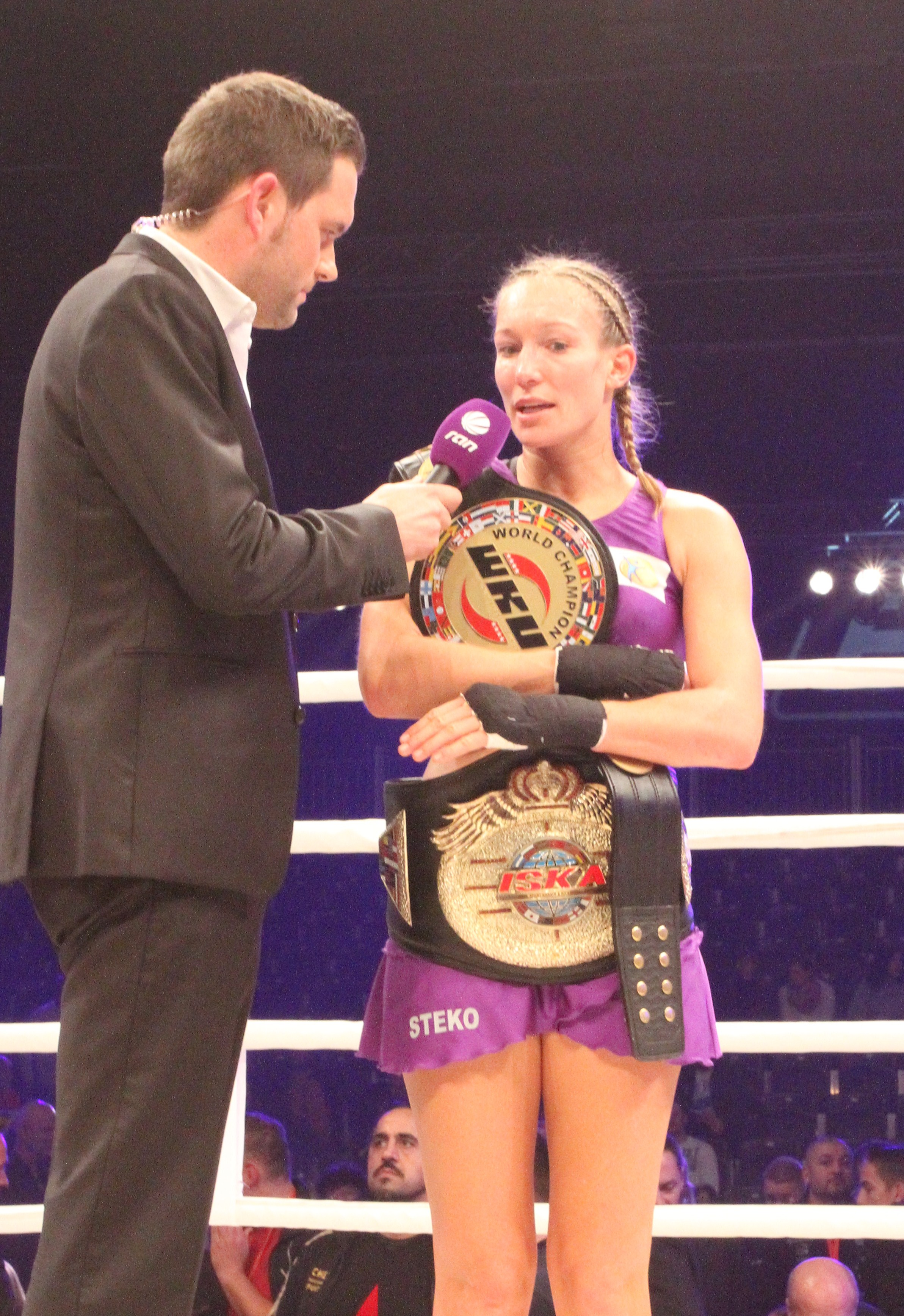
Christine Theiss, pierwsza mistrzyni świata federacji WKU po walce w 2012 w Berlinie

World Kickboxing and Karate Union (WKU) – profesjonalna organizacja kickboxingu i karate. Jej siedziba znajduje się w Karlsruhe.
W 2013 odbyły się 90. międzynarodowe mistrzostwa federacji WKU.

## Mistrzowie świata WKU
- Max Baumert (2013)
- Daniel Dörrer (2012, 2013)
- Julia Irmen (2013, 2014)
- Stefan Kainath (2011)
- Marie Lang (2014, 2015)
- Semen Poskotin (2013, 2015)
- Christine Theiss (2013, 2014)
- Hamid Jafari (2016)
- Michael Smolik (2016, 2017, 2018)